# Instituto de Humanidades Luis Campino

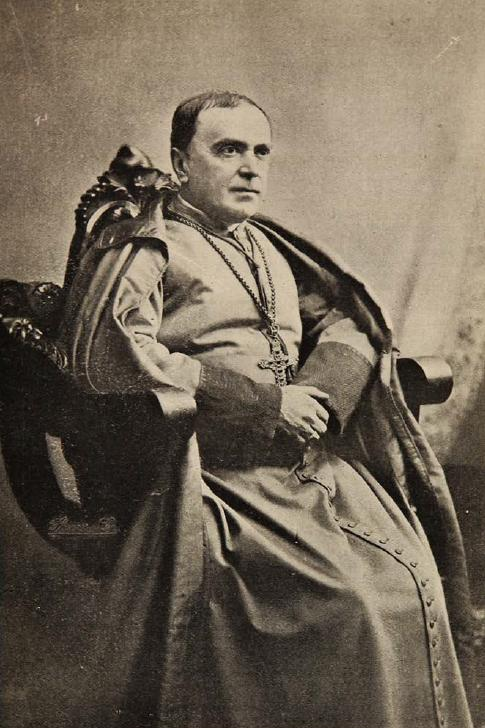
Mariano Casanova, fundador del Instituto.

El Instituto de Humanidades Luis Campino es el primer establecimiento educacional perteneciente al Arzobispado de Santiago. Fue fundado el 22 de diciembre de 1899 por el entonces Arzobispo de Santiago Mariano Casanova, e inició sus actividades el 2 de marzo de 1900. Se encuentra actualmente ubicado en la comuna de Providencia en Santiago de Chile. En jornada completa el colegio recibe alumnos de enseñanza pre básica, básica y media. Dentro de los exalumnos del instituto destacan dos presidentes de Chile, un Premio Nacional de Cirugía, además de personalidades importantes dentro de los poderes legislativo y judicial.
El instituto consta de aproximadamente 1100 alumnos y 109 funcionarios entre profesores, auxiliares, administrativos y dirección.

## Orígenes
Para contrapesar el creciente laicismo imperante durante el periodo liberal e impulsado por antiguos socios de la Unión Católica, el arzobispo de Santiago, Mariano Casanova, decretó en 1888 la creación de la Universidad Católica de Chile. Bajo este mismo incentivo, años más tarde crearía el Instituto de Humanidades San Rafael, a cargo del presbítero Luis Campino Larraín. La idea consistía en dar a los alumnos una formación católica, integral y de excelencia.

## Proyecto pastoral
Por ser un colegio de la Iglesia Católica y creado para servir a la educación de los hijos de las familias comprometidas con la Iglesia (sin excluir a quienes están en vías de adherir profundamente a ella), el Instituto se constituye en un centro educacional que busca formar de forma académica y cristiana a los líderes capaces de evangelizar la cultura local, en un clima adecuado para el crecimiento y maduración de los estudiantes, clima generado por todos y cada uno de los miembros de la comunidad educativa. En síntesis, el Instituto de Humanidades es una comunidad educativa cristiana que tiene como marco general de referencia el «Proyecto Educativo» del Colegio, de tal modo que los diversos estamentos (estudiantes, padres, madres, apoderados y personal docente, administrativo y auxiliar) conozcan, vivan y celebren su fe en un contexto de verdadera comunidad cristiana. Para fomentar una identidad y liderazgo fuerte y profundo en los estudiantes, el colegio potencia instancias de comunidad con un fin en el desarrollo de la identidad y la mayor realización personal, de esta manera el grupo scout "Roberto Polain" (el Grupo Scout, de la Federación de Scouts Católicos, se denominó "San Rafael" y su Tropa Scout "San Sebastián" y su última actividad en octubre de 1970 se un campamento en "El Arrayán") y la comunidad de misiones " Monseñor Alvear" son ejemplos de como los estudiantes del colegio tienen la oportunidad de crecer y participar en actividades de gran impacto personal.

## Infraestructura

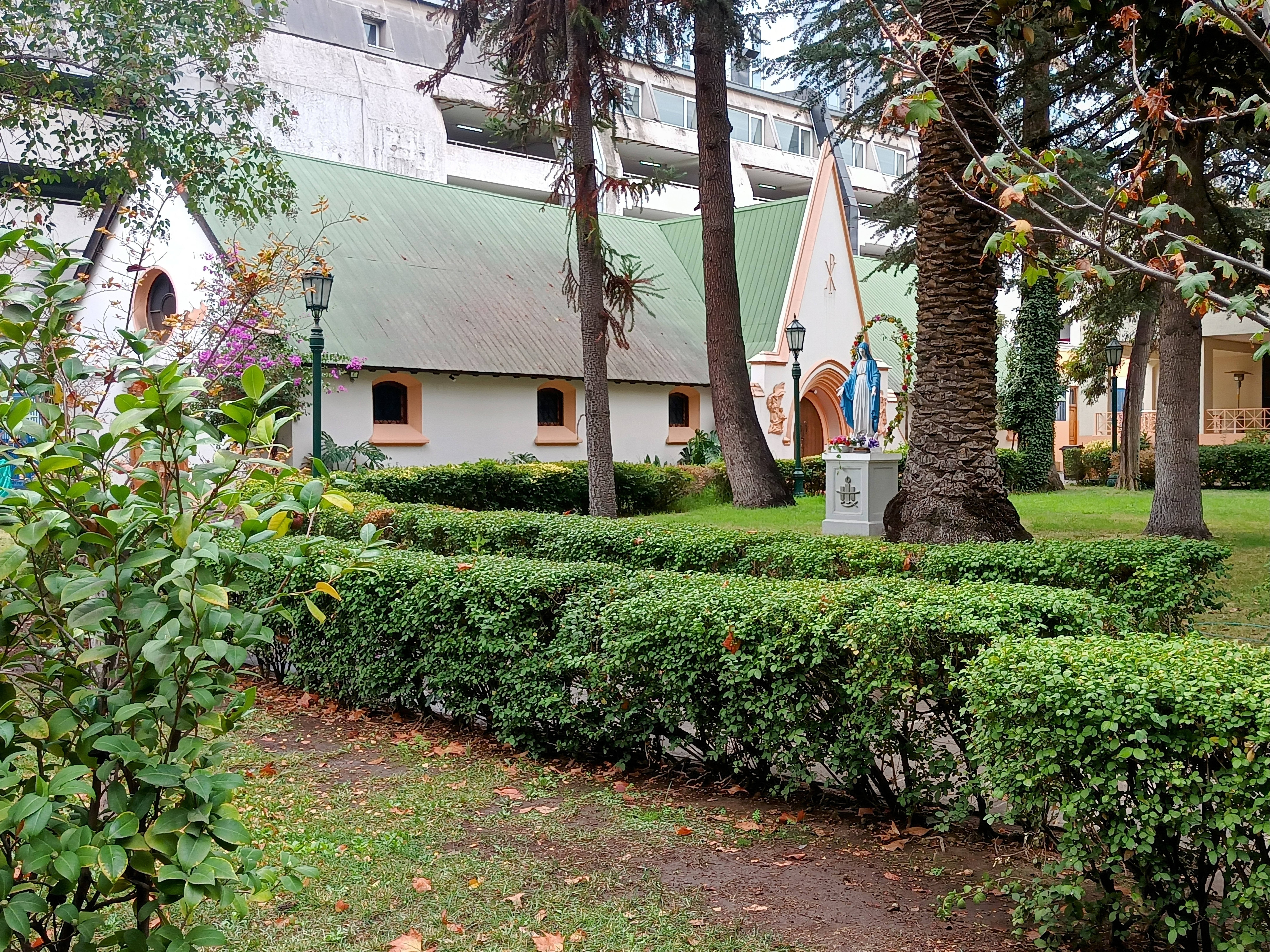
Capilla del Instituto, también sede de la parroquia francófona de Santiago

El Instituto ocupó hasta 1988 el ala poniente de la Casa Central de la Pontificia Universidad Católica de Chile, hoy conocido como Centro de Extensión.
Al año siguiente se traslada oficialmente a Avda. Pedro de Valdivia 236, comuna de Providencia, lugar que pertenecía al colegio Jeanne D' Arc. En 1998 se anexan los terrenos aledaños, comprados a la congregación Union Mysterium Christi con el objetivo de construir una nueva entrada, un casino, un gimnasio en el tercer piso y un estacionamiento subterráneo de dos niveles.
La dirección oficial es trasladada a Pedro de Valdivia 290. El lugar conserva aún la capilla, la cual ha sido remodelada y, es en esta capilla del Luis Campino desde donde se transmitía la misa de los domingos del canal TVN hace algunos años, además de celebrarse la misa en francés de la comunidad católica francófona de Santiago.
El 2011 se inauguró una nueva extensión, la cual consta de un nuevo edificio de tres pisos, con seis salas de clase, más el Aula Magna San Rafael con capacidad para 100 personas. también se construyó un segundo piso para el casino y se mejoró el Patio de las Araucarias, lugar de recreo del ciclo básico.
También hay que mencionar, que el centro de padres del instituto administra un campo deportivo en Batuco, el cual es usado para las actividades del colegio y cuenta con canchas de fútbol, zona de pícnic, un escenario y piscina.

## Organización Coeducacional

### Formación Mixta
Primeramente, este establecimiento educaba sólo a alumnos del sexo masculino. En el año 2005, y junto con la llegada del nuevo rector José Agustín Tapia, el instituto abrió las matrículas para niñas y niños en los niveles de Pre-Kinder y Kinder, convirtiéndose así en un establecimiento coeducacional. Los cursos mixtos irían avanzando los niveles y así se irían abriendo matrículas en niveles superiores a medida que pasaran los años con la idea de que para el año 2016 existiera la primera generación mixta del IHLC. Pero en el año 2009, con el cierre del Colegio Argentino del Sagrado Corazón de Jesús, perteneciente a la Congregación de las Hermanas Esclavas del Corazón de Jesús de Argentina, el Instituto de Humanidades Luis Campino optó por recibir a todas las alumnas de dicho colegio para el año 2010. Así, el inicio de clases de ese año convirtió al Instituto en un establecimiento coeducacional desde Pre-Kinder hasta Cuarto Medio, ampliando los niveles de tres a cuatro cursos por nivel (A, B, C y D).

### Planes Electivos
Desde 1° Medio se elige entre Artes Musicales o Artes Plásticas según el interés de cada alumno.
Desde 3° Medio los cursos se organizan en Humanistas (diferenciados de Historia y Lenguaje), Biólogos (diferenciados de Biología y Química), y Matemáticos (Diferenciados de Matemáticas y Física) según las aptitudes e intereses de cada alumno, esto con el fin de prepararlos para la elección de carreras universitarias.

## Exalumnos destacados
En Política.
- Eduardo Frei Montalva, expresidente de Chile.
- Eduardo Frei Ruiz-Tagle, expresidente de Chile.
- Gastón Von Muhlenbrock Zamora, diputado por el 24° distrito, Región de Los Ríos, período 2022-2026.
- Álvaro Elizalde, ministro secretario general de la presidencia, exsenador.
- Sebastián Llantén, abogado, presidente juventud Democracia Cristiana.
- Matias Mesa Lopehandia, abogado, exjefe de gabinete gobierno Boric.
- Juan Cristobal Lira Ibáñez, exalcalde de Lo Barnechea.
- Eduardo Dockendorff, exministro de Estado.
- Benjamín Matte Larraín, exministro de Estado.
- José de Gregorio, exministro de Economía, expresidente del Banco Central de Chile.
- Alfredo Lagarrigue Rengifo exministro de hacienda.
- Andres Zarih, periodista, exalcalde de Ñuñoa.
- Jaime Larraín García Moreno, exsenador, exdirector del Banco Central.
- Luis Antonio Silva Silva, exdiputado.
- Angel Fantuzzi Hernández, exdiputado.
- Nicanor Allende Urrutia, exdiputado.
- Giacomo Marasso, exdiputado.
- Rodolfo Antonio Rámirez Valenzuela, exdiputado.
- Roberto León Ramírez, exdiputado.
- Sergio Aguiló Melo, exdiputado.
- Martin Manterola Urzúa, exdiputado.
- Fernando Sanhueza Herbage, exdiputado.
- Jaime Concha Barañao, exdiputado.
- Gustavo Alessandri Valdés, exdiputado, exalcalde de Santiago y de la Florida.
- Ricardo A. Latcham Alfaro, exdiputado e intendente de Santiago, ex decano de la Facultad de Filosofía y Letras de la Universidad de Buenos Aires, fundador(s) del Partido Socialista.
- Armando de Ramón N, exdiputado, escritor, historiador, fundador(s) Partido Socialista.
- Eugenio Matte Hurtado, fundador(s) del Partido Socialista, gran maestro de la logia masónica.
- Mauricio Donoso Arellano, exseremi de agricultura por 0'Higgins.
- Ignacio Pérez Walker, exsenador.
- Enrique Krauss exdiputado, exministro de estado.
- German Puyo León agricultor, ex regidor de Santa Cruz en los periodos 1947-1950 y 1950-1953.
- Antonio Molfino Chiorrino exalcalde de Litueche.
- Ramón Santander Fernández, abogado y político, ministro de Salud Pública y Previsión Social, Pdte. Carlos Ibáñez del Campo (segundo gobierno).
- Jorge Silva Guerra, ingeniero y político, ministro de Economía, Pdte. Carlos Ibáñez del Campo (segundo gobierno).

En mundo del derecho y de los tribunales.
- Hugo Rosende Subiabre, exdiputado, jurista y ex-decano de la Facultad de Derecho de la Universidad de Chile.
- Miguel Ángel Barros de la Barra, exministro de la Corte Suprema.
- Eugenio Puga Domínguez, exministro de la Corte Suprema de Justicia y fundador ad honorem del Seminario de Derecho Penal de la Escuela de Derecho de la Universidad de Chile.
- Mariano Fontecilla Varas, exministro de la Corte Suprema.
- Carlos Mackenney Urzúa, expresidente del Consejo de Defensa del Estado de Chile.
- José Zalaquett, destacado Abogado de DD.HH.
- Patricio Silva, destacado Abogado en Propiedad Intelectual, Fundador Silva y cia, expresidente del Club de Golf Los Leones.
- José Luis Cea Egaña, destacado profesor en derecho constitucional, exministro TC.

En la Diplomacia
- Gabriel Jara, embajador en Azerbaiyán.
- Rafael Moreno, ex embajador del Reino Unido.
- Luis Valencia Avaria, abogado, exdiplomático, agregado cultural del Estado de Chile en Lima, ex secretario general del senado.
- Ricardo Herrera Rocuant, abogado, cónsul del Estado de Chile en Madrid, España.
- Adolfo Zaldívar exsenador, diplomático, embajador en Argentina.
- Gerardo Rocha, diplomático, fundador de la Universidad Santo Tomas, cónsul en Filipinas.
- Miguel Serrano Fernández, diplomático, primer embajador de Chile en India.
- Rafael Sabat, agregado comercial Pro Chile Holanda.

En el empresariado
- Hernán Somerville, expresidente de la Corporación de la Producción y del Comercio y de la Asociación de Bancos.
- Walter Omar Riesco Salvo, expresidente de la Corporación de la Producción y del Comercio.
- Manuel Feliu Justiniano, expresidente de la Corporación de la Producción y del Comercio.
- Hernan Von Muhlenbrock Zamora, expresidente de la Sofofa.
- Juan Antonio Kovacevic Poklepc Ivic, empresario, ex prócer y expresidente del estadio croata.

En las Fuerzas Armadas
- Luis Illanes Laso, vicealmirante de la Armada de Chile.
- Agustín Bianchi Barros, auditor General de Carabineros de Chile.

En el mundo académico.
- Ricardo Baeza, matemático, Premio Nacional de Ciencias Exactas.
- Tomas Moulian, sociólogo.
- Juan Gómez Millas, fue un profesor, pedagogo y político chileno. Es principalmente conocido por haber sido rector de la Universidad de Chile entre 1953 y 1963. Cercano a las ideas nacionalistas, fue líder del Partido Unión Nacionalista de Chile a mediados de la década de 1940.
- Juan de Dios Vial, exrector de la Pontificia Universidad Católica de Chile.
- Arturo Zavala Rojas, exrector y director de la Escuela de Derecho de la Pontificia Universidad Católica de Valparaíso.
- Dr.José Amat Vidal, Premio Nacional de Cirugía.
- Dr.José Espíldora Couso, Premio Nacional de Oftalmología.
- Estebán Parrochia Beguin, Premio Nacional de Medicina.
- Dr. Ricardo Uauy-Dagac, Premio Nacional de Ciencia y Tecnología.
- Dr. Juan Garvarino Bacigalupo, Premio Nacional de Ciencias Naturales.
- Domingo Tagle de la Barra, destacado ingeniero, expresidente del Colegio de ingenieros.
- Eugenio Duque, exdirector de Bibliotecas del Vaticano, Roma, Italia.
- Jorge Lasserre, destacado ingeniero civil, desarrolló importantes obras viales en Chile.
- Gian Mario Giuliano Morbelli , Ingeniero Civil, destacado Profesor de la Universidad de Concepción, universidades de Padova en Italia, Universidad de Neubrandenburg en Alemania, Universidad Javeriana en Colombia y de muchas otras.
- Fernando Alarcón, destacado militante del MIR.
- Leopoldo Raúl Benítez Herrera, Arquitecto, profesor de la Facultad de Arquitectura de la Universidad Católica, detenido desaparecido en la Dictadura.
- Dr. Mauricio Canals, Científico experto en epidemias (COVID-19).
- Dr. Juan Reyes Frías, médico, prócer de la cirugía de tórax y vascular.
- Domingo Santa Cruz Wilson, abogado, músico, profesor emérito U. Chile, premio nacional de arte en 1951, creador de la Sociedad Bach e impulsor del estudio de la música en esa institución.

En el deporte
- Jaime Fillol, tenista.
- Eduardo Menichetti, expresidente de Colo Colo.
- Juan Santiago Gordon Armas, 400m Vallas
- Hernán Medina, esgrimista, Campeón de Chile, selec. Nacional
- Henry Reimberg, Presidente del Tenis de Mesa Chileno, Vicepresidente Sudamericano de Tenis de Mesa y Director de la Federación Internacional de Tenis de Mesa. Director del Comité Paralímpico de Chile.
- Sergio Guzmán Lagos, Fundador(s) Blanco y Negro S.A.
- Antonio Ríos Larraín, Presidente Club de Bridge.

Religión
- Cardenal Carlos Oviedo Cavada, arzobispo de Santiago.
- Jorge Hourton, exobispo de Temuco.
- Monseñor Fernando Ariztía Ruiz, obispo de Copiapó .
- Monseñor Alfredo Silva Santiago, arzobispo de Concepción y exrector de la PUC.
- José Luis Artigoitia, sacerdote católico secularizado.
- Monseñor Enrique Alvear Urrutia, sacerdote y obispo.
- Padre Alfredo Ruiz-Tagle, abogado, fundador Fundación Mi Casa.

En Cultura
- Antonio Vodanovic, conductor de televisión Festival de la Canción de Viña del Mar.
- Carlos Cariola, dramaturgo.
- Antonio Gil, escritor.
- Adolfo Jankelevich, comunicador emblemático; diario la nación, radio universo, radio agricultura.
- Pablo Simonetti, escritor.
- Roberto Apud, periodista
- Guillermo Blanco, escritor y periodista, ganador del Premio Nacional de Periodismo
- Jaime Campusano, profesor de Castellano y periodista
- Francisco Flores del Campo, compositor de "La Pergola de las Flores"
- Paul Landon, periodista, conductor de televisión programa “Tierra Adentro”
- Italo Pasalacua, periodista de espectáculos
- Willy Semler, actor
- Waldo Aranguiz Thompson, músico, filósofo y teólogo. Premio a la Crítica en 1973.
- Miguel Serrano, escritor
- Cesar Campos, periodista y conductor Chilevision.
- Andrés Reyes, actor de televisión.
- Ángel Parra, músico, folclorista.
- Miguelo, músico, empresario de la entretención.
- Eduardo Caces, músico, bajista de Lucybell
- Gonzalo Torrealba, pintor.
- Jorge Marchant Lazcano guionista, escritor, dramaturgo, escritor de teleseries Televisión Nacional de Chile (Estúpido Cupido, Jaque matte, Loca Piel, entre otras).
- José Cardoch Zedán, diseñador de vestuario, modista, fundador de la cámara chilena de alta costura.
- José Luis Cáceres, artista plástico, poeta y bailarín.
- Benjamín Mackenna, músico, folklorista destacado en los "huasos quincheros", corporación cultural de Las Condes.
- Fernando González Urizar, poeta.
- José Luis Arraño Acevedo, escritor.
- Dr. Sebastián Ugarte, médico, panelista TVN.
- Gabriel Pérez, músico de conservatorio, autor de “Bidaia”.
- Jorge Araneda Juranovic actor, doblista, locutor radio Pudahuel, Valdivia, Calle Calle, Universidad de Chile.
- Jaime Gómez Rogers periodista, escritor, profesor de literatura U.Chile.
- Patricio Kaulen cineasta, prócer del cine chileno.
- Enio Bucci artista plástico, director galería Bucci.

Colegio Argentino del Sagrado Corazón de Jesús
- Eli de Caso conductora de TV.
- Tonka Tomicic modelo, conductora de TV.
- Blanca Lewin actriz.
- Macarena Tondreau conductora de TV.
- Constanza Piccoli actriz y cantante.